# Леонідас Маркідес
Леонідас Маркідес (Leonidas S Markides; 4 травня 1954, Нікосія) — кіпрський дипломат. Надзвичайний і Повноважний Посол Республіки Кіпр в Україні.

## Життєпис
Народився 4 травня 1954 року в Нікосії, Кіпр. Він вивчав публічне право і політологію в Університеті Афін, Греція, який він закінчив в 1978 році. Потім він продовжив навчання в аспірантурі в області міжнародних відносин в Університеті Екс-Marceilles у Франції.
Маркідес вступив на дипломатичну службу Кіпру в 1981 році і служив у відділі з політичних питань МЗС у Нікосії до 1984. У січні того ж року він був відправлений до Посольства Республіки Кіпр у Вашингтоні, округ Колумбія, Сполучені Штати Америки як секретар до 1989 р.
У 1989 році — він повернувся в міністерство закордонних справ на Кіпрі, де він був призначений співробітником відділу розв'язання кіпрської політичної проблеми.
У 1993 році — був перепризначений і служив радником-заступником глави місії в Посольстві Кіпру в Вашингтоні, округ Колумбія, до серпня 1996 року.
Протягом наступних трьох років він служив в Посольстві Республіки Кіпр в Парижі, Франція.
У квітні 1999 року він був призначений як перший резидент — посол Республіки Кіпр у Гельсінкі, Фінляндія з одночасною акредитацією в Естонії.
По закінченню терміну його повноважень на початку січня 2002 року повернувся в Нікосію, де обіймав посаду директора Відділу з політичних питань — багатосторонніх відносин Міністерства закордонних справ до кінця 2003 року.
З січня 2004 по січень 2008 рр. — посол Республіки Кіпр в Німеччині, з одночасною акредитацією в Україні.
16 жовтня 2006 року — вручив вірчі грамоти Президенту України Віктору Ющенку.
З січня 2008 по січень 2011 рр. — директор відділу Європейського Союзу та економічних питань міністерства закордонних справ.
З 1 лютого 2011 року — посол Республіки Кіпр в Італії.